# Loa Janan
Loa Janan är en ort i Indonesien.   Den ligger i provinsen Kalimantan Timur, i den nordvästra delen av landet, 1 300 km nordost om huvudstaden Jakarta. Loa Janan ligger 9 meter över havet och antalet invånare är 212 816.
Terrängen runt Loa Janan är platt. Runt Loa Janan är det ganska glesbefolkat, med 42 invånare per kvadratkilometer. Närmaste större samhälle är Samarinda, 12,2 km nordost om Loa Janan. I omgivningarna runt Loa Janan växer i huvudsak städsegrön lövskog.